# Türkischer Fußballpokal

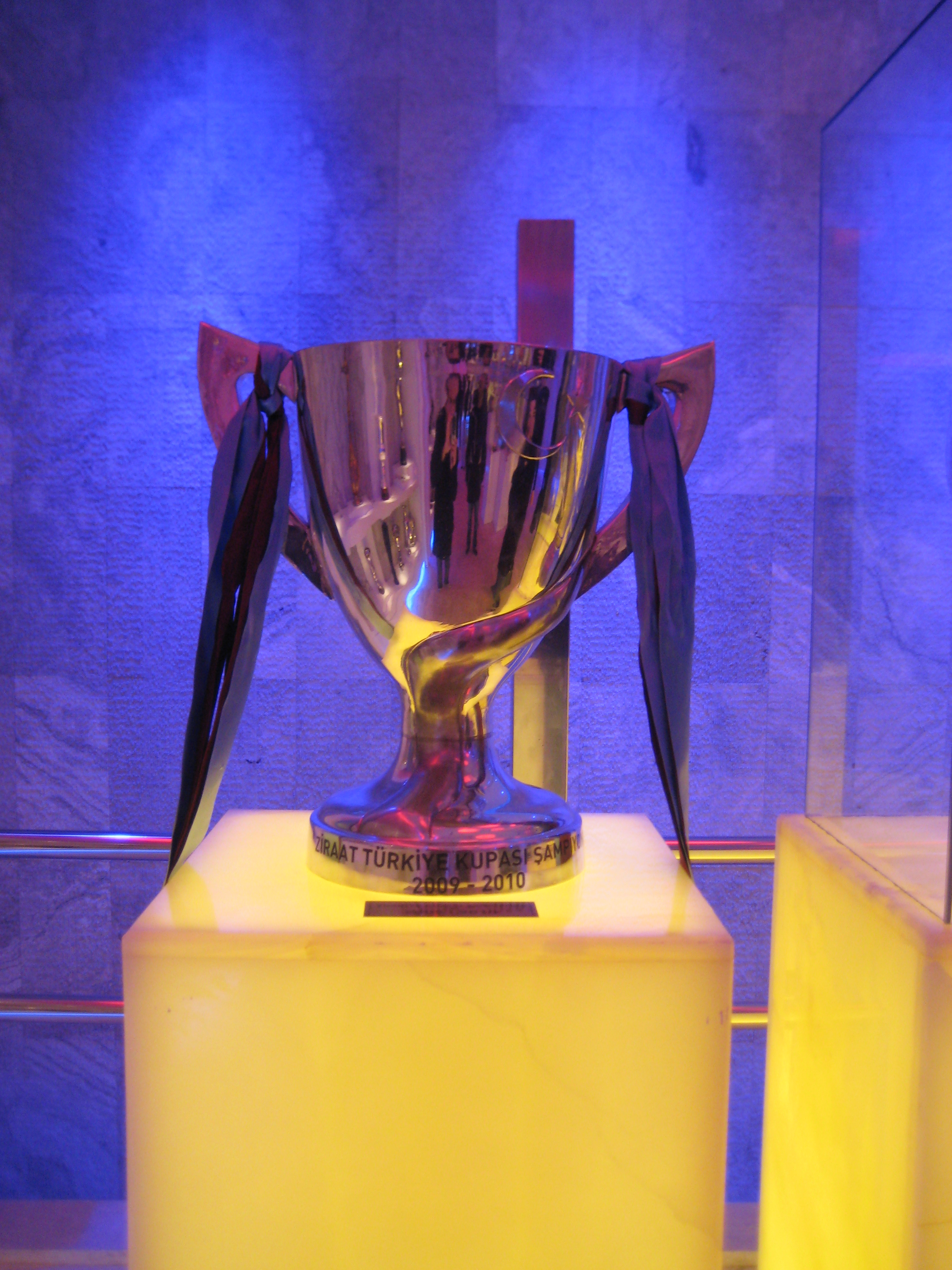
Türkiye-Kupası-Trophäe

Der türkische Fußballpokal (türkisch Türkiye Kupası) ist der seit 1962 ausgetragene nationale Fußball-Pokalwettbewerb für Männerfußball-Vereinsmannschaften in der Türkei. Er wird jährlich vom türkischen Fußballverband (TFF) veranstaltet und ist nach der türkischen Meisterschaft der zweitwichtigste Titel im nationalen Vereinsfußball.
In der Saison 2024/25 lief die 63. Austragung des Wettbewerbs, welchen Galatasaray Istanbul zum 19 Mal gewann.

## Geschichte
In der Saison 1962/63 wurde der Wettbewerb um den türkischen Fußballpokal zum ersten Mal ausgetragen. Das erste Endspiel um den Pokal fand mit Hin- und Rückspiel statt. Im Finale standen sich Galatasaray Istanbul und Fenerbahçe Istanbul gegenüber. Sowohl das Hin- als auch das Rückspiel hatte Galatasaray mit 2:1 für sich entschieden und wurde somit der erste Sieger des Türkiye Kupası.

### Name
Ab der Saison 1962/63 bis zur Saison 1979/80 hieß der Pokal Türkiye Kupası, danach bis 1991/92 Federasyon Kupası. Ab der Saison 1992/93 wurde er wieder Türkiye Kupası genannt. Das Turnier trug ab der Saison 2005/06 als Fortis Türkiye Kupası den Namen des belgischen Sponsors Fortis, diese endete 2009. Seit der Saison 2009/10 heißt der Wettbewerb Ziraat Türkiye Kupası. Ziraat ist die größte türkische Universalbank.

## Modus
Es gibt 4 Qualifikationsrunden ohne Rückspiel, danach folgt die Finalrunde, mit dem Viertelfinale, Halbfinale und Finale. Die Finalrunden werden auf neutralem Platz ausgetragen, es gibt ebenfalls kein Rückspiel. Bei Unentschieden gibt es zwei mal 15 Minuten Verlängerung, mit anschließendem Elfmeterschießen.
In der 1. Qualifikationsrunde starten in den zwei Gruppen jeweils 8 besten Mannschaften der vorangehenden Saison der TFF 2. Lig und die Mannschaften die in der vorangehenden Saison von der TFF 3. Lig aufgestiegen sind. Dies sind insgesamt 22 Mannschaften.
In der 2. Qualifikationsrunde werden die 11 Mannschaften, welche gewonnen haben, den Absteigern der Süper Lig und den 8 besten Mannschaften der TFF 1. Lig, welche nicht aufsteigen konnten, zugelost. Die restlichen 6 Mannschaften der TFF 1. Lig werden aneinander zugelost. Es kommen insgesamt 14 Mannschaften weiter.
In der 3. Qualifikationsrunde treffen die 14 Teams der 2. Qualifikationsrunde auf die 14 besten Mannschaften der Süper Lig, der 15. der Süper Lig und die 3 Aufsteiger der TFF 1. Lig werden einander zugelost. Es qualifizieren sich insgesamt 16 Mannschaften für die vierte Runde.
In der 4. Qualifikationsrunde werden die 16 Mannschaften in gesetzte und ungesetzte Mannschaften aufgeteilt und einander zugelost.
Die Viertelfinale werden auf einem, von der TFF bestimmten neutralen Platz ausgetragen. Die Halbfinalbegegnungen werden während der Auslosung der Viertelfinalbegegnungen festgelegt.
Vor der Saison 2011/12 gab es eine Gruppenphase, mit anschließendem Viertelfinale. Seit 2000 spielen die Mannschaften nur einmal im Finale. In den Jahren zuvor gab es ein Hinspiel und ein Rückspiel.

### Internationale Teilnahme
Wenn der Sieger sich über die Süper Lig für die Champions League qualifiziert hat oder an der Champions-League-Qualifikation teilnimmt, geht das Recht der Teilnahme an die UEFA Europa League automatisch auf den Verlierer des Endspiels über. Sind beide Endspielteilnehmer bereits über die Süper Lig für die Champions League oder Europa League qualifiziert, zieht der bestplatzierte Verein der Süper Lig, der nicht für mindestens die UEFA Europa League qualifiziert ist, in diesen ein.

## Endspiele des türkischen Pokales
Von 1963 bis 1999 gab es ein Hin- und Rückspiel. Einzig in den Jahren 1966, 1967, 1984, 1986, 1990 und 1991 fiel die Entscheidung nach einem Spiel. Seit 2000 wird das Finale an einem neutralen Ort ausgetragen. Seitdem schaffte es Bursaspor, 2015 im eigenen Stadion das Finale zu spielen.
| Jahr    | Spielort                     | Sieger                | Finalist               | Ergebnis                                                |
| ------- | ---------------------------- | --------------------- | ---------------------- | ------------------------------------------------------- |
| 1962/63 |                              | Galatasaray Istanbul  | Fenerbahçe Istanbul    | 2:1, 2:1                                                |
| 1963/64 |                              | Galatasaray Istanbul  | Altay Izmir            | 0:0, 0:0 (Altay ist im 2. Spiel nicht angetreten)       |
| 1964/65 |                              | Galatasaray Istanbul  | Fenerbahçe Istanbul    | 0:0, 1:0                                                |
| 1965/66 | Mithatpaşa Stadı             | Galatasaray Istanbul  | Beşiktaş Istanbul      | 1:0                                                     |
| 1966/67 | Alsancak Stadı               | Altay Izmir           | Göztepe Izmir          | 2:2 (Münzenentscheid für Altay Izmir)                   |
| 1967/68 |                              | Fenerbahçe Istanbul   | Altay Izmir            | 2:0, 0:1                                                |
| 1968/69 |                              | Göztepe Izmir         | Galatasaray Istanbul   | 1:0, 1:1                                                |
| 1969/70 |                              | Göztepe Izmir         | Eskişehirspor          | 3:1, 1:2                                                |
| 1970/71 |                              | Eskişehirspor         | Bursaspor              | 2:0, 0:1                                                |
| 1971/72 |                              | MKE Ankaragücü        | Altay Izmir            | 3:0, 0:0                                                |
| 1972/73 |                              | Galatasaray Istanbul  | MKE Ankaragücü         | 3:1, 1:1                                                |
| 1973/74 |                              | Fenerbahçe Istanbul   | Bursaspor              | 3:0, 0:1                                                |
| 1974/75 |                              | Beşiktaş Istanbul     | Trabzonspor            | 2:0, 0:1                                                |
| 1975/76 |                              | Galatasaray Istanbul  | Trabzonspor            | 0:1, 1:0 (Galatasaray gewann 5:4 nach Elfmeterschießen) |
| 1976/77 |                              | Trabzonspor           | Beşiktaş Istanbul      | 1:0, 0:0                                                |
| 1977/78 |                              | Trabzonspor           | Adana Demirspor        | 3:0, 0:0                                                |
| 1978/79 |                              | Fenerbahçe Istanbul   | Altay Izmir            | 2:0, 1:2                                                |
| 1979/80 |                              | Altay Izmir           | Galatasaray Istanbul   | 1:0, 1:1                                                |
| 1980/81 |                              | MKE Ankaragücü        | Boluspor               | 2:1, 0:0                                                |
| 1981/82 |                              | Galatasaray Istanbul  | MKE Ankaragücü         | 3:0, 1:2                                                |
| 1982/83 |                              | Fenerbahçe Istanbul   | Mersin İdman Yurdu     | 2:0, 2:1                                                |
| 1983/84 | Izmir Atatürk Stadyumu       | Trabzonspor           | Beşiktaş Istanbul      | 2:0                                                     |
| 1984/85 |                              | Galatasaray Istanbul  | Trabzonspor            | 0:0, 2:1                                                |
| 1985/86 | Bursa Atatürk Stadı          | Bursaspor             | Altay Izmir            | 2:0                                                     |
| 1986/87 |                              | Gençlerbirliği Ankara | Eskişehirspor          | 5:0, 1:2                                                |
| 1987/88 |                              | Sakaryaspor           | Samsunspor             | 2:0, 1:1                                                |
| 1988/89 |                              | Beşiktaş Istanbul     | Fenerbahçe Istanbul    | 1:0, 2:1                                                |
| 1989/90 | Izmir Atatürk Stadyumu       | Beşiktaş Istanbul     | Trabzonspor            | 2:0                                                     |
| 1990/91 | Izmir Atatürk Stadyumu       | Galatasaray Istanbul  | MKE Ankaragücü         | 3:1                                                     |
| 1991/92 |                              | Trabzonspor           | Bursaspor              | 5:1, 0:3                                                |
| 1992/93 |                              | Galatasaray Istanbul  | Beşiktaş Istanbul      | 1:0, 2:2                                                |
| 1993/94 |                              | Beşiktaş Istanbul     | Galatasaray Istanbul   | 3:2, 0:0                                                |
| 1994/95 |                              | Trabzonspor           | Galatasaray Istanbul   | 3:2, 1:0                                                |
| 1995/96 |                              | Galatasaray Istanbul  | Fenerbahçe Istanbul    | 1:0, 1:1                                                |
| 1996/97 |                              | Kocaelispor           | Trabzonspor            | 1:0, 1:1                                                |
| 1997/98 |                              | Beşiktaş Istanbul     | Galatasaray Istanbul   | 1:1, 1:1 (Beşiktaş gewann 4:2 nach Elfmeterschießen)    |
| 1998/99 |                              | Galatasaray Istanbul  | Beşiktaş Istanbul      | 0:0, 2:0                                                |
| 1999/00 | Diyarbakır Atatürk Stadı     | Galatasaray Istanbul  | Antalyaspor            | 5:3                                                     |
| 2000/01 | Kayseri Atatürk Stadı        | Gençlerbirliği Ankara | Fenerbahçe Istanbul    | 2:2 (Gençlerbirliği gewann 4:1 nach Elfmeterschießen)   |
| 2001/02 | Bursa Atatürk Stadı          | Kocaelispor           | Beşiktaş Istanbul      | 4:0                                                     |
| 2002/03 | Antalya Atatürk Stadı        | Trabzonspor           | Gençlerbirliği Ankara  | 3:1                                                     |
| 2003/04 | Atatürk-Olympiastadion       | Trabzonspor           | Gençlerbirliği Ankara  | 4:0                                                     |
| 2004/05 | Atatürk-Olympiastadion       | Galatasaray Istanbul  | Fenerbahçe Istanbul    | 5:1                                                     |
| 2005/06 | Izmir Atatürk Stadyumu       | Beşiktaş Istanbul     | Fenerbahçe Istanbul    | 3:2 (nach Verlängerung)                                 |
| 2006/07 | Izmir Atatürk Stadyumu       | Beşiktaş Istanbul     | Kayseri Erciyesspor    | 1:0 (nach Verlängerung)                                 |
| 2007/08 | Bursa Atatürk Stadı          | Kayserispor           | Gençlerbirliği Ankara  | 0:0 (Kayserispor gewann 11:10 nach Elfmeterschießen)    |
| 2008/09 | Izmir Atatürk Stadyumu       | Beşiktaş Istanbul     | Fenerbahçe Istanbul    | 4:2                                                     |
| 2009/10 | Şanlıurfa GAP Stadı          | Trabzonspor           | Fenerbahçe Istanbul    | 3:1                                                     |
| 2010/11 | Kayseri Kadir Has Stadı      | Beşiktaş Istanbul     | Istanbul BB            | 2:2 (Beşiktaş gewann 4:3 nach Elfmeterschießen)         |
| 2011/12 | Ankara 19 Mayıs Stadı        | Fenerbahçe Istanbul   | Bursaspor              | 4:0                                                     |
| 2012/13 | Ankara 19 Mayıs Stadı        | Fenerbahçe Istanbul   | Trabzonspor            | 1:0                                                     |
| 2013/14 | Konya Atatürk Stadı          | Galatasaray Istanbul  | Eskişehirspor          | 1:0                                                     |
| 2014/15 | Bursa Atatürk Stadı          | Galatasaray Istanbul  | Bursaspor              | 3:2                                                     |
| 2015/16 | Antalya Stadyumu             | Galatasaray Istanbul  | Fenerbahçe Istanbul    | 1:0                                                     |
| 2016/17 | Eskişehir Yeni Atatürk Stadı | Konyaspor             | Istanbul Başakşehir FK | 0:0 (Konyaspor gewann 4:1 nach Elfmeterschießen)        |
| 2017/18 | Diyarbakır Stadyumu          | Akhisarspor           | Fenerbahçe Istanbul    | 3:2                                                     |
| 2018/19 | Yeni 4 Eylül Stadyumu        | Galatasaray Istanbul  | Akhisarspor            | 3:1                                                     |
| 2019/20 | Atatürk-Olympiastadion       | Trabzonspor           | Alanyaspor             | 2:0                                                     |
| 2020/21 | Gürsel Aksel Stadyumu        | Beşiktaş Istanbul     | Antalyaspor            | 2:0                                                     |
| 2021/22 | Atatürk-Olympiastadion       | Sivasspor             | Kayserispor            | 3:2 (nach Verlängerung)                                 |
| 2022/23 | Gürsel Aksel Stadyumu        | Fenerbahçe Istanbul   | Istanbul Başakşehir FK | 2:0                                                     |
| 2023/24 | Atatürk-Olympiastadion       | Beşiktaş Istanbul     | Trabzonspor            | 3:2                                                     |
| 2024/25 | Gaziantep Stadyumu           | Galatasaray Istanbul  | Trabzonspor            | 3:0                                                     |

### Rangliste der Sieger
| Rang | Verein                 | Siege | Nieder- lagen | Sieger | Zweiter                                                          |
| ---- | ---------------------- | ----- | ------------- | --- | ---------------------------------------------------------------- |
| 1    | Galatasaray Istanbul   | 19    | 05            | 1963, 1964, 1965, 1966, 1973, 1976, 1982, 1985, 1991, 1993, 1996, 1999, 2000, 2005, 2014, 2015, 2016, 2019, 2025 | 1969, 1980, 1994, 1995, 1998                                     |
| 2    | Beşiktaş Istanbul      | 11    | 06            | 1975, 1989, 1990, 1994, 1998, 2006, 2007, 2009, 2011, 2021, 2024                                                 | 1966, 1977, 1984, 1993, 1999, 2002                               |
| 3    | Trabzonspor            | 09    | 08            | 1977, 1978, 1984, 1992, 1995, 2003, 2004, 2010, 2020                                                             | 1975, 1976, 1985, 1990, 1997, 2013, 2024, 2025                   |
| 4    | Fenerbahçe Istanbul    | 07    | 11            | 1968, 1974, 1979, 1983, 2012, 2013, 2023                                                                         | 1963, 1965, 1989, 1996, 2001, 2005, 2006, 2009, 2010, 2016, 2018 |
| 5    | Altay Izmir            | 02    | 05            | 1967, 1980 | 1964, 1968 1972, 1979, 1986                                      |
|      | Gençlerbirliği Ankara  | 02    | 03            | 1987, 2001 | 2003, 2004, 2008                                                 |
|      | MKE Ankaragücü         | 02    | 03            | 1972, 1981 | 1973, 1982, 1991                                                 |
|      | Göztepe Izmir          | 02    | 01            | 1969, 1970 | 1967                                                             |
|      | Kocaelispor            | 02    | 0             | 1997, 2002 |                                                                  |
| 10   | Bursaspor              | 01    | 05            | 1986 | 1971, 1974, 1992, 2012, 2015                                     |
|      | Eskişehirspor          | 01    | 03            | 1971 | 1970, 1987, 2014                                                 |
|      | Akhisarspor            | 01    | 01            | 2018 | 2019                                                             |
|      | Kayserispor            | 01    | 01            | 2008 | 2022                                                             |
|      | Sakaryaspor            | 01    | 0             | 1988 |                                                                  |
|      | Konyaspor              | 01    | 0             | 2017 |                                                                  |
|      | Sivasspor              | 01    | 0             | 2022 |                                                                  |
| 17   | Antalyaspor            | 0     | 02            | | 2000, 2021                                                       |
|      | Istanbul Başakşehir FK | 0     | 03            | | 2011, 2017, 2023                                                 |
| 19   | Adana Demirspor        | 0     | 01            | | 1978                                                             |
|      | Boluspor               | 0     | 01            | | 1981                                                             |
|      | Mersin İdman Yurdu     | 0     | 01            | | 1983                                                             |
|      | Samsunspor             | 0     | 01            | | 1988                                                             |
|      | Kayseri Erciyesspor    | 0     | 01            | | 2007                                                             |
|      | Alanyaspor             | 0     | 01            | | 2020                                                             |